# Klassische Kunst
Klassische Kunst ist im engsten kunstwissenschaftlichen Sinne die Kunst der Griechischen Klassik, also die Gesamtheit der griechischen Kunstproduktion zwischen 480 v. Chr. und dem Tod Alexanders des Großen 323 v. Chr. Qualitäten gehen in diese enge Bestimmung nicht ein, doch nennen unterschiedlichste Autoren mit großer Übereinstimmung als Haupteigenschaften Klassischer Kunst die Maßgeblichkeit bzw. Zeitlosigkeit, die Harmonie und Naturähnlichkeit.
Aufgrund der ideellen Konzeption des Klassik-Begriffs geriet dessen zeitliche Beschränkung seit jeher unter Druck. So erweiterte man tendenziell die Epoche der Klassischen Kunst auf die gesamte Kunst des antiken Griechenlands, des Römischen Reiches, der Renaissance und schließlich bis auf die Werke herausragender vormoderner Künstler wie Rodin oder Cézanne.

## Begriff
Der Grammatiker Aulus Gellius übertrug im 2. Jahrhundert n. Chr. den Begriff classis aus dem ursprünglichen civis classicus, den römischen Steuerzahler erster Klasse, auf einen scriptor classicus, einen Schriftsteller erster Klasse. Damit erweiterte Gellius die Klasse zu einem Begriff, der nun alles Maßgebliche bezeichnen konnte. In diese Erweiterung musste notwendig das alte Problem einfließen, worin das Maßgebliche liegt: eher in einer beschlossenen Tradition oder eher in den Grundlagen aller Tradition, die keiner exklusiven Epoche gehören. Im letzteren Sinne gebraucht etwa Schütz den Klassikbegriff in seiner Vorrede zur „Geistlichen Chormusik“ (1648): „besondern will ich vielmehr alle und iede / an die von allen vornehmsten Componisten gleichsam Canonisirte Italienische und andere / Alte und Newe Classicos Autores hiermit gewiesen haben“.
J. und W. Grimm fassen die Entwicklung zusammen: 

„classisch nannte man anfangs nur die mustergültigen dichter und schriftsteller des römischen und griechischen alterthums, ebenso alles was sich auf sie oder auf die alte kunst oder auch auf die 'alten' überhaupt bezieht: die klassischen dichter, die klassische geschichtschreibung, die klassische literatur, das klassische alterthum, klassische kunst […] der begriff hat sich nämlich erweitert in mustergültig überhaupt, künstlerisch vollkommen, zum vorbild tauglich“. Gleichzeitig mit dieser Verallgemeinerung entwickelt sich der Begriff des Klassischen als Gegenbegriff zum Modernen, denn: „in der kunstwelt“ so die Grimms weiter „braucht man klassisch als gegensatz von romantisch oder auch von naturalistisch u. dgl.“

 Und Goethe sagt über „das meiste Neuere“: 

„Das Klassische nenne ich das Gesunde, und das Romantische das Kranke. Und da sind die Nibelungen klassisch wie der Homer, denn beide sind gesund und tüchtig. Das meiste Neuere ist nicht romantisch, weil es neu, sondern weil es schwach, kränklich und krank ist, und das Alte ist nicht klassisch, weil es alt, sondern weil es stark, frisch, froh und gesund ist. Wenn wir nach solchen Qualitäten Klassisches und Romantisches unterscheiden, so werden wir bald im reinen sein.“

Goethe selbst scheint dieser Partei an anderer Stelle eine Synthese vorzuziehen. Seine Konzeption der Weltliteratur und die Forderung nach „Inkommensurabilität“ von Kunst (im Sinne von: unerschöpflich wie die Natur), sind Ausdruck einer Bemühung, den Begriff des Klassischen um das romantische Element zu erweitern, ohne ihn überhaupt noch verwenden zu müssen.
Hegel bestimmt klassische Kunst als das, „was die wahrhafte Kunst ihrem Begriff nach ist“. Der Punkt, auf den es Hegel dabei ankommt, ist die Überwindung des Symbolischen: 

„Denn die klassische Schönheit hat zu ihrem Inneren die freie, selbständige Bedeutung, d. i. nicht eine Bedeutung von irgend etwas, sondern das sich selbst Bedeutende.“

Für Schiller liegt „[n]ur in der Wegwerfung des Zufälligen und im reinen Ausdruck des Notwendigen […] der große Stil“.

## Ästhetische Theorie
Dass das Klassische weder eigentlich Stil noch isolierte Kunstepoche ist, ist vor Hegel, Jacob Burckhardt und Heinrich Wölfflin Ausgangspunkt Baumgartens und Winckelmanns. Dort, wo bei ihnen der Begriff des Klassischen noch fehlt, erscheint vorgebildet die allgemeine Schönheit (Baumgarten), das Ideal, das Vollkommene, das Schöne (Winckelmann): 

„Das Ziel der Kunst ist ihre auswählende und belehrende Funktion im Blick auf das Vollkommene der idealischen Schönheit.“

 Daran sind die Leistungen aller Epochen und Künstler zu messen. In diesem Sinne äußerte sich schon Michelangelo zur „italienischen Malerei“: 

„Nur die Werke, die man in Italien schafft, kann man wahre Malerei nennen. Und deshalb nennen wir auch die echte Malerei die italienische, so wie wir ihr den Namen nach einem anderen Land gäben, wenn sie dort so gut geschaffen würde. […] So nennt man also nicht jedes in Italien entstandene Gemälde italienische Malerei, sondern jedes, das gut und mit Wissen gemacht worden ist. […] Denn diese edelste Kunst gehört keinem Lande an, sondern stammt vom Himmel.“

Winckelmann entwickelt sein kunstkritisches Programm parallel zu einem zeitlosen Klassik-Begriff im Sinne der Lehre: 

„Die Geschichte der Kunst des Altertums, welche ich zu schreiben unternommen habe, ist keine bloße Erzählung der Zeitfolge und der Veränderung in derselben […] meine Absicht ist, einen Versuch eines Lehrgebäudes zu liefern.“

 Anknüpfend an Positionen des französischen Klassizismus des frühen 18. Jhs. wie etwa Jean-Baptiste Dubos, Shaftesbury, Richardson, wird Winckelmann selbst bald beispielhaft. Wie dessen Werk will auch die Farbenlehre Goethes ein zeitloses Lehrgebäude sein. Welchen Erfolg aber die Theorien Vitruvs, Albertis, Leonardo da Vincis, Dürers, Winckelmanns, Goethes usw. immer haben konnten, entscheidend ist hier, was sie voraussetzten und in wessen Namen sie unternommen worden sind.

## Kritik und Erweiterung
Die Kritik am Akademismus und dessen Auffassung klassischer Grundlagen ist spätestens seit Romantik und Realismus fester Bestand maßgeblicher Kritik. An die Stelle der Ergebnisoffenheit von Kunst tritt im Schulverständnis des Akademismus die „Wahrung des Schönen“. Courbet etwa kritisiert die Akademie beispielhaft: 

„Man muß sich durch die Tradition durcharbeiten, wie ein guter Schwimmer einen Strom durchschwimmt. Die Akademiker ertrinken darin.“

 Ähnlich argumentiert Cézanne: 

„Das abstrakte Handwerk führt am Ende zum Verdorren unter seiner geschraubten Rhetorik, in welcher es sich erschöpft. […] Man darf nie einer Idee folgen wo es eine Empfindung braucht. […] Die Klischees sind die Pest der Kunst.“

Der Gebrauch des 20. Jahrhunderts verfestigt den Begriff klassische Kunst als Gegenbegriff zur Moderne. Dabei bekommt gerade das Prinzip der Erlernbarkeit und Vervollkommenbarkeit eine neue Bedeutung. Denn mit modernen Kunstrichtungen wie dem Expressionismus, Dadaismus oder Surrealismus treten zum ersten Mal so radikal neuartige Vorstellungen des Kunstwerkbegriffs auf den Plan, dass Erlernbarkeit und Vervollkommenbarkeit aus ihrem Selbstverständnis vollkommen herausgelöst worden sind. Wenn klassische Kunst als ein einschränkendes System von Regeln verstanden worden ist, das mit diesen Regeln zugleich ein Maß gibt, an dem ein Fortschritt beurteilt werden kann, dann fallen aber, mit diesen Regeln, die Handhaben, die verhindern sollen, dass Entwicklung nur noch in die Breite möglich ist. Picasso drückt diese Gefahr für die Moderne beispielhaft aus: 

„Die Maler leben nicht mehr innerhalb der Tradition. […] Kein Kriterium kann mehr a priori auf ihn angewandt werden, weil wir nicht mehr an strenge Maßstäbe glauben. […] In gewissem Sinn ist das eine Befreiung […] Wenn du aber nicht mehr in der Lage bist, dich einer Ordnung zu unterwerfen, ist das im Grunde ein gefährlicher Nachteil.“

## Neuzeitliche Konzepte
- Leon Battista Alberti: Drei Bücher über die Malerei. 1435
- Albrecht Dürer: Underweysung der Messung. Nürnberg 1525 (Wikisource)
- Charles Batteux: Einschränkungen der schönen Künste auf einen einzigen Grundsatz („Les beaux-arts réduits à un même principe“). Weidmann, Leipzig 1751 (Digitalisat)
- Alexander Gottlieb Baumgarten: Aesthetica. Zwei Bände. Kleyb, Frankfurt an der Oder (Traiecti Cis Viadrum) 1750–1758 (Band 1, Band 2)
- Johann Joachim Winckelmann: Gedanken über die Nachahmung griechischer Werke in der Malerei und Bildhauerkunst. 1755; Geschichte der Kunst des Altertums. Walther, Dresden 1763, darin: Vorrede. Von dem Wesentlichen der Kunst (Digitalisat).
- Edmund Burke: A Philosophical Inquiry into the Origin of Our Ideas of the Sublime and Beautiful with Several Other Additions. 1757 (Online); deutsche Ausgabe: Philosophische Untersuchung über den Ursprung unserer Ideen vom Erhabenen und Schönen. Herausgegeben von Werner Strube. Zweite Auflage. Hamburg 1989
- Friedrich Schiller: Über Bürgers Gedichte (1791). In: Sämmtliche Werke. Band 4. Cotta, Stuttgart 1879, S. 752–762 (Online); Über das Erhabene (1790er Jahre). In: Sämmtliche Werke. Band 4. Cotta, Stuttgart 1879, S. 726–738 (Online)
- Georg Wilhelm Friedrich Hegel: Vorlesungen über die Ästhetik. Berlin 1820–1821